# Акула-янгол витончена
Акула-янгол витончена (Squatina tergocellata) — акула з роду акула-ангел родини акулоангелові. Інші назви «великий плямистий морський янгол», «архієпископ».

## Опис
Загальна довжина досягає 1,4 м. Голова велика, шкіряні складки з її боків не мають трикутних лопатей. На голові шипи середнього розміру. Морда округла з сильно бахромистими вусиками. Очі великі, округлі, містяться на верхній частині голови. За ними розташовані бризкальця. Відстань між очима і бризкальцями менше 1,5 діаметра ока. Має носові клапани. Тулуб сильно сплощений. У середній частині від голови до хвоста присутні маленькі шипики. Грудні плавці широкі, округлі. Має 2 маленьких спинних плавця, розташованих позаду черевних плавців. Анальний плавець відсутній. Хвостовий плавець невеличкий, його нижня лопать довша за верхню.
Забарвлення жовто-коричневе. На тілі і плавцях є чітко виражені плями синього або сіро-блакитного кольору і кільця коричневого кольору.

## Спосіб життя
Тримається на глибинах від 130 до 400 м, зазвичай до 300 м, на континентальному шельфі. Воліє до піщаних або мулисто-піщаних ґрунтів. Активна переважно у присмерку й вночі. Є одинаком. Доволі млява акула. Полює біля дна, є бентофагом. Атакує здобич із засідки, при цьому застосовує щічний насос. Живиться костистими рибами, кальмарами, ракоподібними.
Статева зрілість самців настає при розмірі 90 см, самиць — 1,15-1,25 см. Це яйцеживородна акула. Вагітність триває 12 місяців. Самиця народжує від 2 до 9 акуленят завдовжки 33-42 см.
Здатна вкусити людини лише при сильному роздратуванні.

## Розповсюдження
Мешкає біля узбережжя штатів Західна Австралія, Південна Австралія, Новий південний Уельс (Австралія).